# Метод окиснювальної деструкції
Метод окиснювальної деструкції широко використовується для пізнання структурних особливостей різних твердих горючих копалин, наприклад, вугілля.

## Загальний опис
Глибоке окиснення і окислення вугілля можна провести різними речовинами: киснем, озоном, перманганатом калію, азотною кислотою, перекисом водню, хлором, гіпохлоритом, оксидом азоту і ін. Внаслідок глибокого окиснення вугілля утворюється вода, оксид і діоксид вуглецю і інші гази, а також складна суміш органічних кислот.
Окислення вугілля азотною кислотою при нагріванні приводить до утворення СО і СО2, розчинних в азотній кислоті сполук, що являють собою суміші аліфатичних моно– і дикарбонових кислот, бензолкарбонових кислот, а також високомолекулярних ароматичних кислот. Встановлено, що із збільшенням ступеня вуглефікації гумітів вихід ароматичних полікарбонових кислот підвищується із 10 % для торфів до 80 % для антрацитів. При цьому вихід газоподібних оксидів і аліфатичних кислот відповідно меншає. При окисненні гумусового бурого вугілля також отримують бензолкарбонові кислоти, однак їх вихід не перевищує 15—20 %, а в складі продуктів окиснення переважають СО2, щавелева і водорозчинні аліфатичні кислоти.
Вміст в складі продуктів окиснення бензолкарбонових і інших ароматичних кислот вважається прямим доказом наявності в структурі гумітів ароматичних фрагментів. При наявності конденсованих ароматичних структур в гумітах відбувається утворення мелітової (бензолгексакарбонової) кислоти.
При окисненні ліптобіолітів Ткібульського і Ліповецького родовищ киснем повітря в лужному середовищі при температурі 230—270°С і тиску 10 МПа отримано до 17 % щавелевої кислоти і до 46 % полікарбонових кислот, у яких до 68 % бензолкарбонових кислот і 10 % аліфатичних дикарбонових кислот. Це вказує на те, що в структурі смоляних тілець в значній кількості присутні фрагменти ароматичного характеру. У складі продуктів окиснення сапропелю і сапропелітів присутні тільки аліфатичні моно– і дикарбонові кислоти. Це підтверджує, що в структурі сапропелевого вугілля практично відсутні ароматичні фрагменти.
У продуктах окиснення керогену прибалтійських горючих сланців також не знайдено ароматичних кислот. У той же час у продуктах окиснення концентрату керогену кашпірського сланцю (Поволжя) знайдена невелика кількість бензолкарбонових кислот, що пояснюється присутністю домішок гумусового матеріалу у волзьких сланцях, що утворилися в юрський період. Ці дані дозволили зробити висновок про те, що ароматичні структури в керогені або відсутні, або є в невеликій кількості.
Отримані на основі результатів окиснення вугілля дані про наявність у них різних структурних фрагментів нині підтверджені іншими хімічними, фізичними і фізико-хімічними методами.